# 1974 في بيرو
فيما يلي قوائم الأحداث التي وقعت خلال عام 1974 في بيرو.

## سياسة

### انتهاء فترة المنصب
- 2 يناير – فرانسيسكو موراليس بيرموديز وزير الاقتصاد والمالية  [لغات أخرى]‏.

## مواليد

### نوفمبر
- 2 نوفمبر – سانتياغو سالازار لاعب كرة قدم بيروفي.

### ديسمبر
- 12 ديسمبر – نولبيرتو سولانو لاعب كرة قدم.

## وفيات

### فبراير
- 11 فبراير – إيلدا جاديا (مواليد 1925)